# Henry García
Henry Antonio García Orozco (Diriamba, Carazo, 3 de agosto de 1991) Fue un futbolista nicaragüense. Jugó en la posición de delantero y militaba en el Real Estelí FC de la Primera División de Nicaragua
Actualmente turquitin está retirado.

## Selección nacional
Ha sido internacional con la Selección de fútbol de Nicaragua en cinco ocasiones. Hizo su debut internacional el 24 de febrero de 2012 en un juego amistoso frente a Puerto Rico que finalizó con un marcador de 1-0 a favor de su selección.
El 15 de enero de 2013, Enrique Llena lo incluyó en una nómina de 23 jugadores que representaron a Nicaragua en la Copa Centroamericana 2013 en Costa Rica.

### Participaciones en Copa Centroamericana
| Copa Centroamericana      | Sede       | Resultado    |
| ------------------------- | ---------- | ------------ |
| Copa Centroamericana 2013 | Costa Rica | Primera fase |

## Clubes
| Club                | País      | Año           |
| ------------------- | --------- | ------------- |
| Juventus de Managua | Nicaragua | 2011-2014     |
| UNAN Managua        | Nicaragua | 2014-2018     |
| Real Estelí         | Nicaragua | 2018-2019     |
| Managua FC          | Nicaragua | 2019          |
| Real Estelí FC      | Nicaragua | 2020-presente |